# Torhamns fågelstation
Torhamns fågelstation är en svensk fågelstation belägen på Torhamnshalvön i Karlskrona kommun i sydöstra Blekinge. 
Fågelstationen är belägen på Torhamns udde som är den yttersta spetsen på Torhamnshalvön. Strandlinjen består där mest av betade strandängar. På östra sidan av udden finns en lövdunge, där Torhamns fågelstation ligger. Där i vikarna rastar mängder av fåglar. 
Torhamns fågelstation grundades 1961. Fågelstationen inrymdes från början i en gammal barack, som haft militärt ändamål. Under en period har området använts intensivt för militär övningsverksamhet så att ornitologisk forskning inte kunnat utföras och stationen varit stängd. Våren 1997 öppnade Torhamns fågelstation åter sin verksamhet, sedan aktiviteten vid FMV:s skjutfält minskat kraftigt. 
Under 1999 uppfördes ny stationen som nu består av en klubbstuga och en stuga för ringmärkning. Stationen drivs av Karlskrona ornitologiska klubb. Där bedrivs ringmärkning och streckräkning av fåglar.
År 2014 noterades 316 arter på platsen. 
Fågelstationen är belägen inom naturreservatet Torhamns udde.